# Коротков, Борис Фёдорович
Борис Фёдорович Коротков (март 1927 — 8 сентября 1995) — советский партийный и государственный деятель, первый секретарь Пермского обкома КПСС (1968—1972).

## Биография
В 1950 г. окончил Куйбышевский авиационный институт.
- 1950—1953 — сменный, старший мастер, заместитель начальника цеха, секретарь комитета ВЛКСМ завода имени Я. М. Свердлова (Молотов),
- 1953—1954 — первый секретарь Молотовского городского комитета ВЛКСМ,
- 1954—1958 — первый секретарь Молотовского областного комитета ВЛКСМ,
- 1958 г. — первый секретарь Дзержинского районного комитета КПСС,
- 1959—1962 — первый секретарь Березниковского городского комитета КПСС,
- 1963—1964 — второй секретарь Пермского промышленного областного комитета КПСС,
- 1964−1968 — секретарь,
- 1968—1972 — первый секретарь Пермского областного комитета КПСС.

Член ВКП(б) с 1952 г. Член ЦК КПСС (1971—1976). Депутат Верховного Совета СССР 8 созыва.
Прах захоронен в колумбарии на Ваганьковском кладбище Москвы.